# Amplifon
Die Amplifon S.p.A. ist ein international tätiges italienisches Handelsunternehmen für Hörgeräte mit Sitz in Mailand.
Die Unternehmensgruppe ist in Europa, Nord- und Südamerika, Asien und Ozeanien vertreten. In 26 Ländern werden Hörgeräte diverser Marken sowie Gehörschutz und Zubehör zur Kommunikation vertrieben. Zudem werden entsprechende Beratungsdienstleistungen angeboten.
Das Unternehmen verfügt über ein Vertriebsnetz von rund 10.000 Verkaufspunkten, davon 5500 eigenen Hörgeräte-Akustik-Fachgeschäfte, 1210 von Franchisingnehmern geführten Filialen sowie weitere 3300 Verkaufspunkte im Fachhandel. In Deutschland ist Amplifon mit rund 600 Fachgeschäften vertreten, in der Schweiz mit 100.
Amplifon beschäftigt rund 15.000 Mitarbeiter und erwirtschaftete im Jahr 2024 einen Umsatz von rund 2,4 Milliarden Euro. Seit 2001 ist das Unternehmen an der Borsa Italiana notiert.

## Geschichte

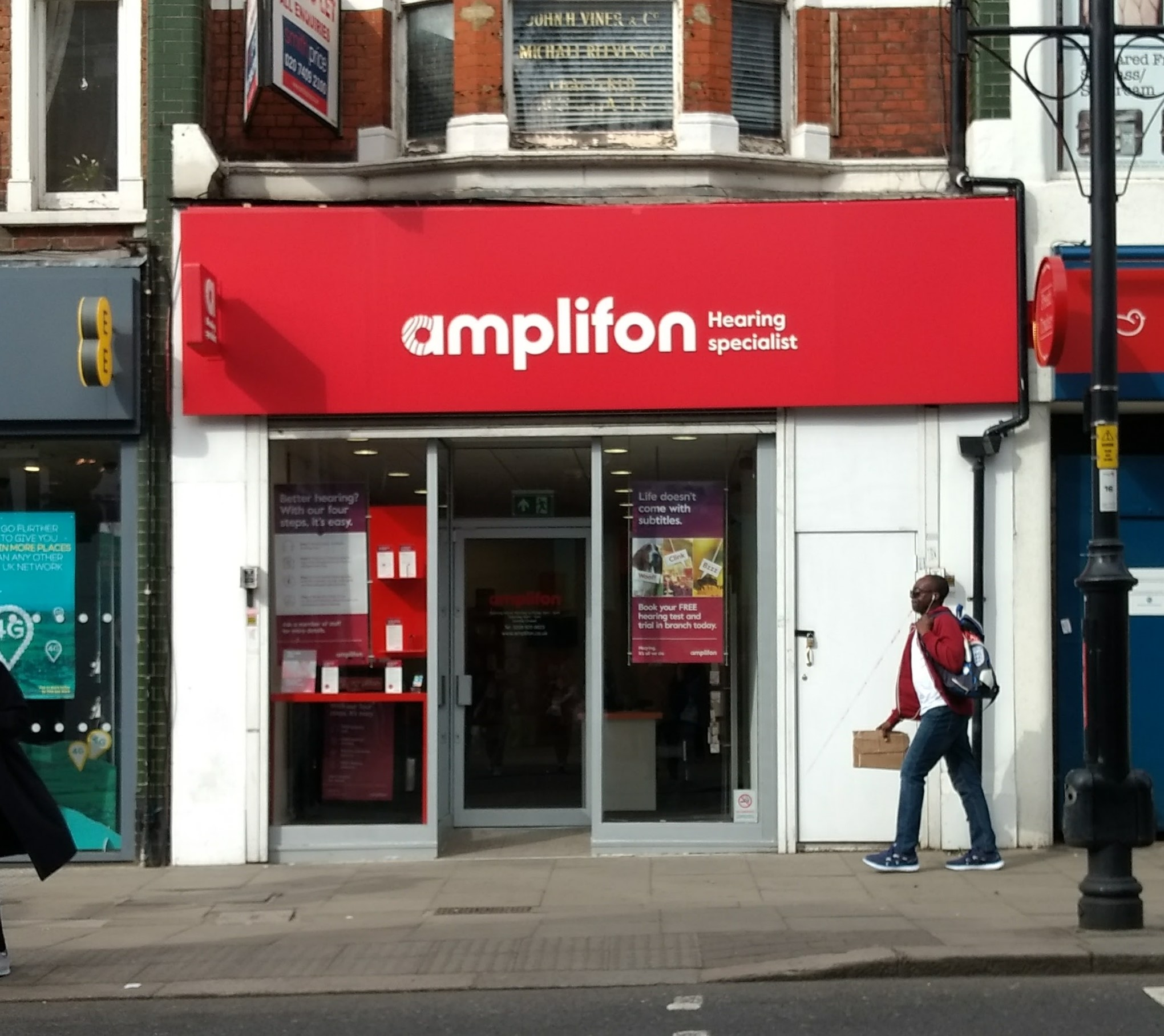
Eine Filiale im Londoner Stadtteil Enfield (2017)

Während des Zweiten Weltkriegs erlitt der britische Funktechniker und Hauptmann der britischen Armee Algernon Charles Holland (1919–2001) bei einem Flugzeugabsturz über Italien ein Knalltrauma und befand sich lange im Krankenhaus. 1948 gründet er die Firma EL.IT (Elettronica Italiana) und übernahm den Vertrieb von Audiometern und Hörgeräten des US-amerikanischen Herstellers Medical Acoustic Instrument Company (MAICO). Kurze Zeit später entwickelte er selber Audiometer und produzierte diese und importierte auch Hörgeräte anderer Hersteller nach Italien. Er lernte seine Frau Anna Marie kennen und beide arbeiteten an Lösungen, Menschen mit Hörminderung zu helfen. 1950 gründeten beide in Mailand das Familienunternehmen Amplifon S.p.A. Ein umgebauter Bus diente als mobiler Verkaufsservice für Hörgeräte.
In den 1960er-Jahren stieg Amplifon zum Marktführer in Italien auf. 1962 folgte die Gründung der Tochtergesellschaft Amplimedical für diagnostische Instrumente und 1969 die Amplaid für die Produktion von Audiometern und Software für HNO-Ärzte.
1971 folgte die Gründung des Forschungszentrums für Audiologie und Ohrenheilkunde, das unabhängige Amplifon Centro Ricerche e Studi (CRS). Ab den 1990er Jahren erfolgte der Aufbau eines breiten Vertriebsnetzes im Ausland. 1992 eröffnete das erste Geschäft in Spanien, es folgten Filialen in der Schweiz, in den USA und in den Niederlanden. 2001 ging das Unternehmen an die Börse in Mailand und konnte weiter expandieren, unter anderem in Ägypten, Ungarn, Deutschland und Großbritannien.
2009 erfolgte die Übernahme von Siemens Amplifon. Ab Sommer 2015 hat Amplifon in Deutschland zusätzliche Fachgeschäfte übernommen. Akquirierte Unternehmen waren u. a. die Hörgeräte Wilhelm Böckhoff GmbH, Steinmeier KG und Steinmeier Akustik und Optik GmbH, sowie zuletzt die Focus Hören AG und mehrere kleinere Hörgeräteakustikbetriebe.